# Gunnar Bråhammar
Sven Gunnar Gustaf Bråhammar, född 16 februari 1922, död 28 januari 2011, var en svensk museiman.
Gunnar Bråhammar blev i slutet av 1940-talet amanuens vid konsthistoriska institutionen vid Lunds universitet under Ragnar Josephson för att arbeta med Arkivet för dekorativ konst i Lund, sedermera Skissernas museum. Han stannade vid museet under hela sin karriär. Under 1950-talet var han Ragnar Josephsons högra hand i nyordningen av museet 1959. År 1962 fick han tjänsten som den första intendenten vid museet, och efter Josephsons död 1966 blev han museets chef. Han pensionerades på den tjänsten 1989.
Han var 1950–1975 gift med fil. lic. Marianne Nanne-Bråhammar, som var chef för Lunds konsthall mellan 1969 och 1990.